# Autingues
Autingues és un municipi francès situat al departament del Pas de Calais i a la regió dels Alts de França. L'any 2007 tenia 309 habitants.

## Demografia

### Població
El 2007 la població de fet d'Autingues era de 309 persones. Hi havia 109 famílies de les quals 21 eren unipersonals (8 homes vivint sols i 13 dones vivint soles), 38 parelles sense fills, 46 parelles amb fills i 4 famílies monoparentals amb fills.
La població ha evolucionat segons el següent gràfic:
Habitants censats

### Habitatges
El 2007 hi havia 125 habitatges, 109 eren l'habitatge principal de la família, 4 eren segones residències i 12 estaven desocupats. 124 eren cases i 1 era un apartament. Dels 109 habitatges principals, 93 estaven ocupats pels seus propietaris, 11 estaven llogats i ocupats pels llogaters i 4 estaven cedits a títol gratuït; 2 tenien dues cambres, 3 en tenien tres, 19 en tenien quatre i 85 en tenien cinc o més. 97 habitatges disposaven pel capbaix d'una plaça de pàrquing. A 48 habitatges hi havia un automòbil i a 59 n'hi havia dos o més.

### Piràmide de població
La piràmide de població per edats i sexe el 2009 era:
| Homes | Edats   | Dones |
| ----- | ------- | ----- |
| 0     | 95 o +  | 0     |
| 1     | 90 a 94 | 3     |
| 1     | 85 a 89 | 5     |
| 2     | 80 a 84 | 3     |
| 7     | 75 a 79 | 7     |
| 6     | 70 a 74 | 3     |
| 3     | 65 a 69 | 6     |
| 4     | 60 a 64 | 6     |
| 5     | 55 a 59 | 5     |
| 13    | 50 a 54 | 13    |
| 8     | 45 a 49 | 10    |
| 12    | 40 a 44 | 12    |
| 10    | 35 a 39 | 7     |
| 7     | 30 a 34 | 7     |
| 11    | 25 a 29 | 5     |
| 10    | 20 a 24 | 7     |
| 11    | 15 a 19 | 7     |
| 8     | 10 a 14 | 8     |
| 6     | 5 a 9   | 7     |
| 7     | 0 a 4   | 2     |

## Economia
El 2007 la població en edat de treballar era de 197 persones, 153 eren actives i 44 eren inactives. De les 153 persones actives 137 estaven ocupades (79 homes i 58 dones) i 14 estaven aturades (8 homes i 6 dones). De les 44 persones inactives 13 estaven jubilades, 17 estaven estudiant i 14 estaven classificades com a «altres inactius».

### Ingressos
El 2009 a Autingues hi havia 114 unitats fiscals que integraven 315 persones, la mediana anual d'ingressos fiscals per persona era de 21.619 €.

### Activitats econòmiques
Dels 23 establiments que hi havia el 2007, 1 era d'una empresa de fabricació d'altres productes industrials, 2 d'empreses de construcció, 7 d'empreses de comerç i reparació d'automòbils, 2 d'empreses de transport, 3 d'empreses d'hostatgeria i restauració, 2 d'empreses d'informació i comunicació, 1 d'una empresa financera, 3 d'empreses de serveis i 2 d'empreses classificades com a «altres activitats de serveis».
Dels 5 establiments de servei als particulars que hi havia el 2009, 2 eren lampisteries, 1 perruqueria i 2 restaurants.
L'any 2000 a Autingues hi havia 3 explotacions agrícoles que ocupaven un total de 444 hectàrees.

## Poblacions més properes
El següent diagrama mostra les poblacions més properes.